# Вокзал Сарай-Рохілла
Вокзал Сарай-Рохілла (англ. Sarai Rohilla, гінді सराय रोहिल्ला, код станції: DEE) — залізничний вокзал у Делі, розташований у Північному окрузі. Цей вокзал обслуговує поїзди у напрямку до штатів Хар'яна і Раджастхан.